# Épisode 8 (Twin Peaks)
L'épisode 8 de Twin Peaks, également connu sous le nom de May the Giant Be With You (en français : Que le géant soit avec vous) est le premier épisode de la deuxième saison de Twin Peaks, série créée par Mark Frost et David Lynch. L'épisode a, avec le pilote, une durée allongée de 90 minutes.
Diffusé pour la première fois le 30 septembre 1990, l'épisode est vu par 19,1 millions de téléspectateurs. L'épisode est réalisé par David Lynch. 

## Résumé
Dale Cooper a survécu à sa blessure à l'estomac et est allongé sur le sol de sa chambre d'hôtel. En arrière-plan, l'adjoint Andy Brennan appelle Cooper depuis le téléphone et le serveur (Hank Worden) entre dans la chambre de Cooper. Il pose un verre de lait chaud sur la table, raccroche le téléphone et ne comprend pas la demande de Cooper d'appeler un médecin. Il quitte la pièce et rentre deux fois, levant le pouce à Cooper. Une mystérieuse silhouette semi-transparente entre dans la pièce et Le Géant (Carel Struycken) apparaît au-dessus de Cooper. Le Géant dit trois choses à Cooper : « il y a un homme dans un sac souriant », « les hiboux ne sont pas ce qu'ils semblent être » et « sans produits chimiques, pointe-t-il ». Il demande à Cooper sa bague et lui dit qu'il la lui rendra lorsqu'il découvrira la signification de ses indices. Il disparaît après avoir donné un quatrième indice : « Leo enfermé dans un cheval affamé (Hungry Horse en VO), il y a un indice chez Leo ». Après la disparition du Géant, Cooper commence à enregistrer un message dans son magnétophone pour Diane, révélant ses dernières volontés. Lors de son discours, le shérif Truman, l'adjoint Hawk et l'adjoint Brennan entrent dans la chambre de Cooper les armes à la main et l'amènent à l'hôpital.
À l'hôpital, Cooper se réveille et apprend le meurtre de Jacques Renault, la tentative de meurtre de Leo Johnson et l'incendie de la scierie Packard. Il récupère et amène le shérif Truman, l'adjoint Brennan et Hawk chez Leo pour rechercher des indices. Hawk trouve un pardessus aspergé d'essence et Truman conclut que Leo a déclenché l'incendie de la scierie Packard. L'agent spécial du FBI Albert Rosenfield arrive sur les lieux et l'adjoint Brennan, tout en alertant Cooper, marche sur une planche lâche, révélant une abondance de cocaïne et des bottes neuves.
Pendant ce temps, Audrey Horne travaille sous couverture au One Eyed Jack et réalise que son père, Ben Horne, en est le propriétaire. Audrey se cache derrière un masque et manque d'avoir une relation sexuelle avec son père avant qu'il ne soit emmené par son frère Jerry. Chez les Palmer, Madeline « Maddy » Ferguson raconte à Sarah Palmer un rêve qu'elle a fait. Leland Palmer entre dans la pièce en chantant Mairzy Doats, et les deux femmes sont choquées de découvrir que ses cheveux sont devenus blancs du jour au lendemain. Sarah quitte la pièce et Maddy a une vision de sang craché sur le tapis du salon. Maddy rencontre plus tard Donna Hayward au Double R et lui parle des cheveux de Leland et de son optimiste soudain. Donna reçoit une lettre anonyme de Norma Jennings lui disant de se pencher sur le programme « Meals on Wheels ».
De retour au département du shérif de Twin Peaks, l'adjoint Brennan découvre la signification de l'un des indices du Géant, révélant que Leo a été enfermé dans une prison à Hungry Horse, dans le Montana, la nuit où Theresa Banks - la fille assassinée par BOB un an avant Laura Palmer - était assassiné, il ne peut donc être le tueur en série. Le petit ami secret de Laura, James Hurley, apporte au shérif Truman une cassette de Laura parlant au docteur Jacoby, mais il est arrêté pour le sac de cocaïne présent dans sa moto. À l'hôpital, Cooper et Truman interrogent Jacoby sur les meurtres de Laura et Jacques Renault. À l'hôpital, Cooper voit le sac mortuaire de Jacques, qui semble sourire, donnant une autre réponse aux indices du Géant. Bobby Briggs rend visite à Shelly Johnson à l'hôpital et rend visite plus tard à son père, le major Garland Briggs , qui partage l'histoire de sa vision avec Bobby, faisant pleurer Bobby. Le shérif Truman remène Pete Martell chez lui, où un mot de Josie Packard explique qu'elle est partie à Seattle. Ben et Jerry Horne interrogent Hank Jennings sur la fusillade de Leo. Au One Eyed Jacks, Blackie O'Reilly, la gérante du lieu, reproche à Audrey Horne de ne pas avoir couché avec le propriétaire. Lors d'un dîner chez les Hayward, Leland Palmer chante et s'effondre soudainement.
Plus tard dans la nuit, Cooper reçoit à nouveau la visite du Géant. Le Géant l'informe de ne pas rechercher toutes les réponses à ses indices à la fois et qu "un chemin est formé en posant une pierre à la fois". Il informe également Cooper « une personne a vu le troisième homme » et il est connu de Cooper. Il termine sa visite en disant à Cooper qu'il a oublié quelque chose. Le Géant éclaire Cooper et à l'hôpital, Ronette Pulaski entre dans un spasme dans le coma. Ronette a des visions flashback de Laura Palmer assassinée par BOB. L'épisode s'achève sur BOB, qui après avoir tué Laura, se met à rire tel un maniaque. 

## Distribution

### Acteurs principaux
- Kyle MacLachlan : Dale Cooper
- Michael Ontkean : Shérif Harry S. Truman
- Mädchen Amick : Shelly Johnson
- Dana Ashbrook : Bobby Briggs
- Richard Beymer : Benjamin Horne
- Lara Flynn Boyle : Donna Hayward
- Sherilyn Fenn : Audrey Horne
- Warren Frost : Dr Will Hayward
- Peggy Lipton : Norma Jennings
- James Marshall : James Hurley
- Everett McGill : Ed Hurley
- Jack Nance : Pete Martell
- Ray Wise : Leland Palmer
- Eric DaRe : Leo Johnson
- Harry Goaz : Andy Brennan
- Michael Horse : Tommy "Hawk" Hill
- Sheryl Lee : Maddy Ferguson

### Invités
- Grace Zabriskie : Sarah Palmer
- Chris Mulkey : Hank Jennings
- Miguel Ferrer : agent spécial Albert Rosenfield
- David Patrick Kelly : Jerry Horne
- Wendy Robie : Nadine Hurley
- Don Davis : Major Briggs
- Victoria Catlin : Blackie O'Reilly
- Mary Jo Deschanel : Eileen Hayward
- Catherine E. Coulson : Margaret Lanterman, "la dame à la buche"
- Al Strobel : le manchot
- Carel Struycken : le géant
- Phoebe Augustine : Ronette Pulaski
- Jessica Wallenfels : Harriet Hayward
- Alicia Witt : Gersten Hayward
- Hank Worden : le serveur
- Frank Silva : Killer Bob